# Verona Murphy

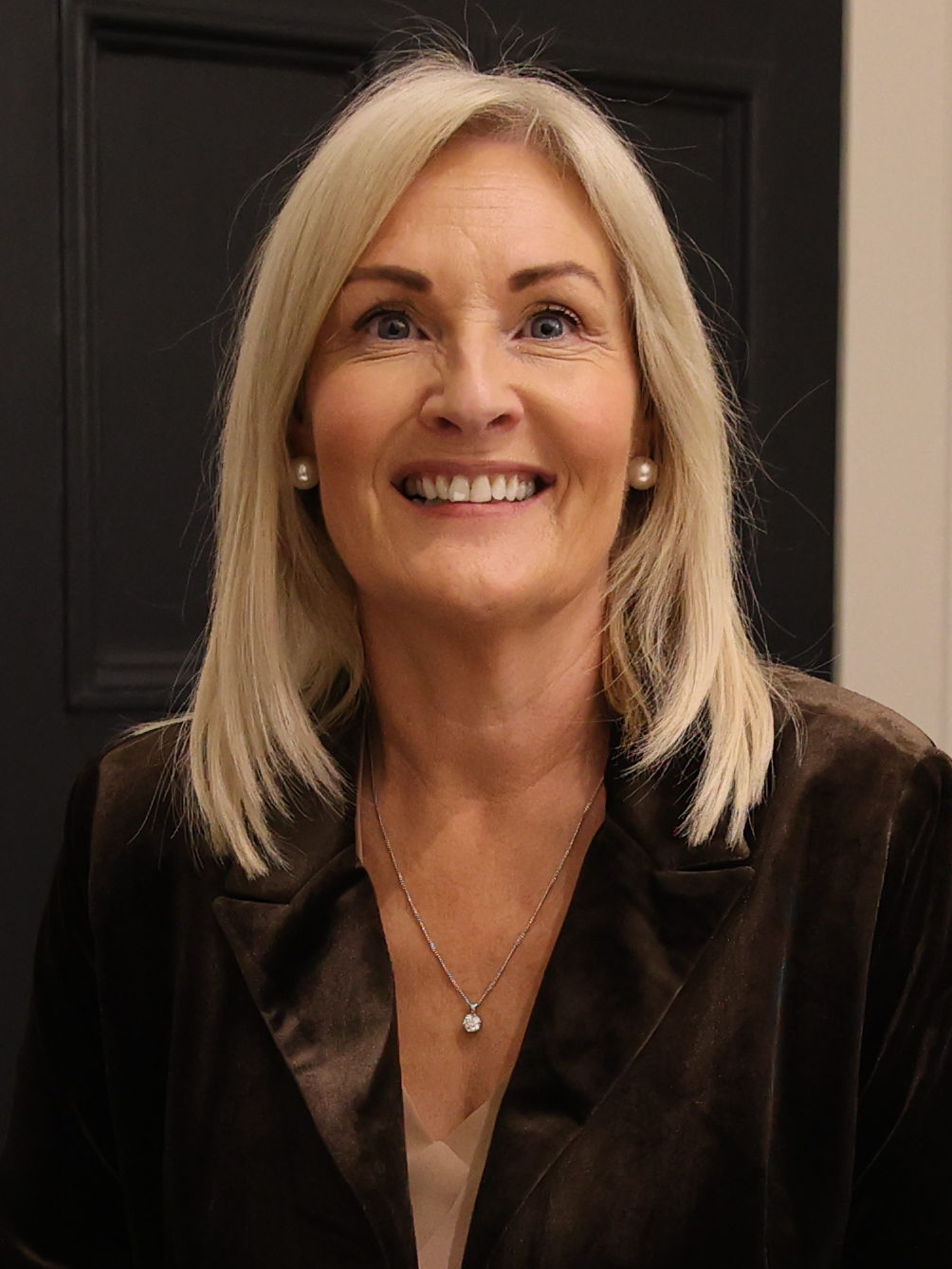
Verona Murphy, 2024

Verona Murphy (* 1971 in Ramsgrange, County Wexford) ist eine irische Politikerin und Mitglied des irischen Parlaments Dáil Éireann.

## Leben
Verona Murphy wurde 1971 in eine Familie mit elf Kindern geboren. Die Familie betrieb östlich von Waterford Land- und Viehwirtschaft. Sie selbst verließ mit 15 die Schule und arbeitete für eine Schnellrestaurantkette in England. Als sie nach Irland zurückkehrte, erhielt sie Anfang der 2000er Jahre ihre Hochschulzugangsberechtigung und studierte am Institute of Technology in Carlow Rechtswissenschaften. Sie schloss mit dem Bachelor of Arts ab. Mit ihrem Lebenspartner Joseph Druhan gründete sie die Speditionsfirma Drumur Haulage. Murphy wurde 2015 zur Präsidentin der Irischen Vereinigung der Spediteure (Irish Road Haulage Association) gewählt.
2019 kandidierte sie für die Fine Gael bei Nachwahlen zum Dáil Éireann im Wahlkreis Wexford. Sie konnte sich jedoch nicht durchsetzen. Der Wahlkampf wurde ruppig geführt. Murphy musste sich Vorwürfen aussetzen lassen, sie hätte frühere Mitarbeiter gemobbt. Ihre Wahlwerbespots stilisierten sie als Opfer einer Rufmordkampagne in den Medien. Im Anschluss daran entschied sich die Parteispitze der Fine Gael, sie nicht wieder zu nominieren. Verona Murphy trat aus der Fine Gael aus.
Bei den Wahlen 2020 wurde sie als Unabhängige für die Regionalgruppe im Wahlkreis Wexford gewählt. Sie konnte ihren Erfolg bei den Wahlen 2024 wiederholen. Sie wurde als Kandidatin für den Ceann Comhairle (Vorsitzende des Unterhauses) vorgeschlagen und am 18. Dezember 2024 gewählt.

## Familie
Murphy ist nicht verheiratet, hat aber mit ihrem Lebenspartner Joseph Druhan ein Kind.